# Loden Sherab Dagyab
Loden Sherab Dagyab Kyabgön Rinpoche, kurz Loden Sherab (* 27. Juli 1940 in Menya, Ost-Tibet), ist ein tibetisch-buddhistischer Lehrer (Lama) und gehört zur Gelugpa-Tradition des tibetischen Buddhismus. Der Nachname Dagyab, der sein Herkunftsland bezeichnet, wurde von ihm angenommen, um für in Europa brauchbare Pässe einen Nachnamen aufzuweisen. Nach 1966 war er über vierzig Jahre lang als wissenschaftlicher Mitarbeiter an der Universität Bonn tätig.

## Tibet
Als Schutzherren (tibetisch Kyabgön) waren die als Dagyab Rinpoche bezeichneten Geistlichen, denen er zugeordnet wird, seit dem 17. Jahrhundert die geistlichen und weltlichen Oberhäupter der Region Dagyab im Nordosten Tibets. Die Dagyab Rinpoche gehörten zu den wenigen ranghöchsten Lamas, denen die Schirmherrschaft über die buddhistische Lehre offiziell von der tibetischen Regierung anvertraut wurde. Loden Sherab ist der bisher einzige Lama dieses Ranges, der im Westen lebt. Die Dagyab Rinpoche werden als Tulku (bewusst wiedergeborener Lama) eingestuft. Loden Sherab gilt unter den im indischen Exil lebenden Tulkus als der, welcher die meisten buddhistischen Übertragungen der Gelugpa-Tradition hält.
Als Mönch des Drepung-Klosters in Tibet absolvierte Loden Sherab an dieser Klosteruniversität das Studium der buddhistischen Philosophie. Loden Sherab war als junger Mann auch Mitglied der Mönchsgemeinschaften des Klosters Ganden und des Klosters Ratö in Zentraltibet.
Loden Sherab wurde aber nicht nur in der Gelug-Tradition ausgebildet. Er bekam ebenso zahlreiche Unterweisungen aus den Kagyü- und Sakya-Traditionen, zwei weiteren großen Schulen des tibetischen Buddhismus.
Zusammen mit seinem Freund Jampa Losang Panglung und einem Mitschüler, der den Titel „Gyälzur Rinpoche“ trägt, gehörte er zum engeren Schülerkreis der tibetischen Gelehrten, die mit den Titeln Thrichang Rinpoche und Ling Rinpoche bekannt sind. Beide Gelehrte waren die offiziellen Lehrer des derzeitigen Dalai Lama.

## Exil
Loden Sherab floh 1959, während der chinesischen Besetzung Tibets und des Volksaufstands von Lhasa, etwa zur gleichen Zeit wie der Dalai Lama nach Indien ins Exil. Erst nach seiner Flucht aus Tibet erwarb er im indischen Exil den akademischen Grad eines Geshe Lharampa.
Im indischen Exil in Dharmsala verfasste Loden Sherab ein tibetisches Wörterbuch, das heute noch große Beachtung findet. Nach seiner Heirat mit der Tochter eines tibetischen Arztes aus Darjeeling nahm er 1966 eine ihm angebotene Stelle am Seminar für Sprach- und Kulturwissenschaft Zentralasiens der Universität Bonn an und siedelte nach Bonn über. In seiner Tätigkeit als wissenschaftlicher Mitarbeiter arbeitete er insbesondere über Fragen zur tibetischen Ikonographie (unter Leitung von Klaus Sagaster), über tibetische Rechtsurkunden (zusammen mit Dieter Schuh) und über die Geschichte seines Heimatlandes Dagyab (als Mitarbeiter von Peter Schwieger). In allen diesen Themenstellungen war er für bekannte tibetologische Veröffentlichungen federführend bzw. an diesen beteiligt. Er ist Vater von zwei erwachsenen Kindern und lebte mit seiner Familie in der Nähe von Bonn.
Ab 1984 besann sich Loden Sherab Dagyab außerhalb seiner universitären Forschung wieder auf seine Berufung als tibetisch-buddhistische Inkarnation. Als „Dagyab Rinpoche“ gab und gibt er Belehrungen an vielen Orten weltweit. Seine wichtigsten Bezugspunkte sind nach wie vor die Provinz Dagyab in Osttibet sowie die Exil-Klostergemeinschaften von Drepung, Ganden und Ratö in Mundgod im Süden Indiens.
Loden Sherab war seit der Gründung 1985 spiritueller Leiter eines buddhistischen Zentrums in Erlangen, später in Langenfeld (Mittelfranken), dem er 1986 den Namen Chödzong gab. 1998 verlegte es seinen Sitz nach Fürth (Mittelfranken). Unter seiner Betreuung entstanden Zentren sowie Studien- und Meditationsgruppen in Eschbach/Pfalz (Chöying, 1993–1997), Hannover (Chöling, ab 1994), Frankfurt (Chödzong, 1996–1998), Bayreuth, Bergisches Land, Berlin, Bingen, Bonn, Düsseldorf, Erlangen, Freiburg, Hamburg, Heidelberg, Karlsruhe, Kassel, Köln, Mannheim, Mainz, Miltenberg, München (später: Norbu Ling), Nürnberg, Schweinfurt, Stuttgart. Er engagierte sich für folgende Aktivitäten: Einladungen von Lamas, Mönchen und Thangkamalern nach Deutschland, interreligiöse Dialoge (er war jahrelang Mitherausgeber der von Michael von Brück redigierten akademischen Zeitschrift „Dialog der Religionen“), ein Europatreffen tibetischer Dharmalehrer, Patenschaften für Exiltibeter und tibetische Kinder. Unter seiner spirituellen Leitung wurden zahlreiche Bücher sowie seit 1987 die Zeitschrift „Chödzong“ (später: „Chökor“) herausgegeben.
Im Herbst 2005 eröffnete er das Tibethaus in Frankfurt am Main, das in der Tradition der bereits bestehenden Tibethäuser in Neu-Delhi, Barcelona, London und New York als tibetisches Kulturzentrum geführt werden soll. Loden Sherabs Kernanliegen ist hier vor allem die Integration des Buddhismus im Westen.
Loden Sherab war Gründungsmitglied des „Dagyab e. V.“ und arbeitet bis heute aktiv in diesem Verein mit. Der Dagyab e. V. möchte den Menschen in der tibetischen Provinz Dagyab Hilfe bei der Bewältigung ganz elementarer Probleme wie Bildung und Gesundheitsversorgung anbieten. Dazu gehören die Initiierung und fortwährende Unterstützung von Schulen für Nomadenkinder, Aufbau und Förderung von tibetisch-buddhistischen Kunstschulen (Thangkamalerei) und der Aufbau von traditionellen tibetischen Medizinschulen, damit die Bewohner Dagyabs eine bezahlbare medizinische Grundversorgung bekommen. Projekte für Klöster machen, von zweckgebundenen Spenden abgesehen, weniger als 10 Prozent der Ausgaben in Dagyab aus. Dabei bemüht der Verein sich gezielt um traditionell eher vernachlässigte Gruppen, wie zum Beispiel die Nonnen.

## Werke
- Die Sadhanas der Sammlung rgyd-sde kun-btus. Harrassowitz, Wiesbaden 1991, ISBN 3-447-03109-3.
- Die Sadhanas der Sammlung sGrub-thabs 'Dod-'jo. Harrassowitz, Wiesbaden 1991, ISBN 3-447-03108-5.
- Buddhistische Glückssymbole im tibetischen Kulturraum: Eine Untersuchung der neun bekanntesten Symbolgruppen. Diederichs Gelbe Reihe, München 1992, ISBN 3-424-01122-3.
- Buddhistische Orientierungshilfen: Eine grundlegende Einführung. Chödzong, Langenfeld 1994.
- Buddhismus im Westen. Texte von S. E. Dagyab Kyabgön Rinpoche. Schriften der DBU, Bunte Reihe (ohne Jahresangabe)
- mit Regine Leisner: Dagyab: wo Tibet noch tibetisch ist. Theseus Verlag, Berlin 1998, ISBN 3-89620-111-5.
- mit Regine Leisner: Das Sechsfache Guru-Yoga. Chödzong, Langenfeld 1994.
- mit Thomas Lautwein: Achtsamkeit und Versenkung: Lamrim – die tibetische Meditation. Hugendubel, München 2001, ISBN 3-7205-2264-4.
- Tibetischer Buddhismus im Westen. Tibethaus Deutschland, Frankfurt, M. 2010, ISBN 978-3-931442-81-1